# Laconia (schip, 1922)
De tweede RMS Laconia was een passagiersschip van de Cunard gebouwd door Swan, Hunter & Wigham Richardson als opvolger van de Laconia van 1911. Beide schepen werden vernietigd door Duitse U-boten. Het nieuwe schip werd te water gelaten op 9 april 1921 en vertrok voor de eerste reis op 25 mei 1922 van Southampton naar New York.

## Vroege carrière
In januari 1923 begon de Laconia aan de eerste wereldreis, die vier maanden duurde en waarbij 22 havens werden aangedaan.
Op 24 september 1934 was de Laconia betrokken bij een aanvaring bij de Amerikaanse kust, onderweg van Boston naar New York in dichte mist. Het schip ramde in de bakboordzijde van de Pan Royal, een Amerikaans vrachtschip. Beide schepen liepen zware averij op, maar konden de reis voortzetten. De Laconia keerde terug naar New York voor reparatie en kwam in 1935 weer in de vaart.

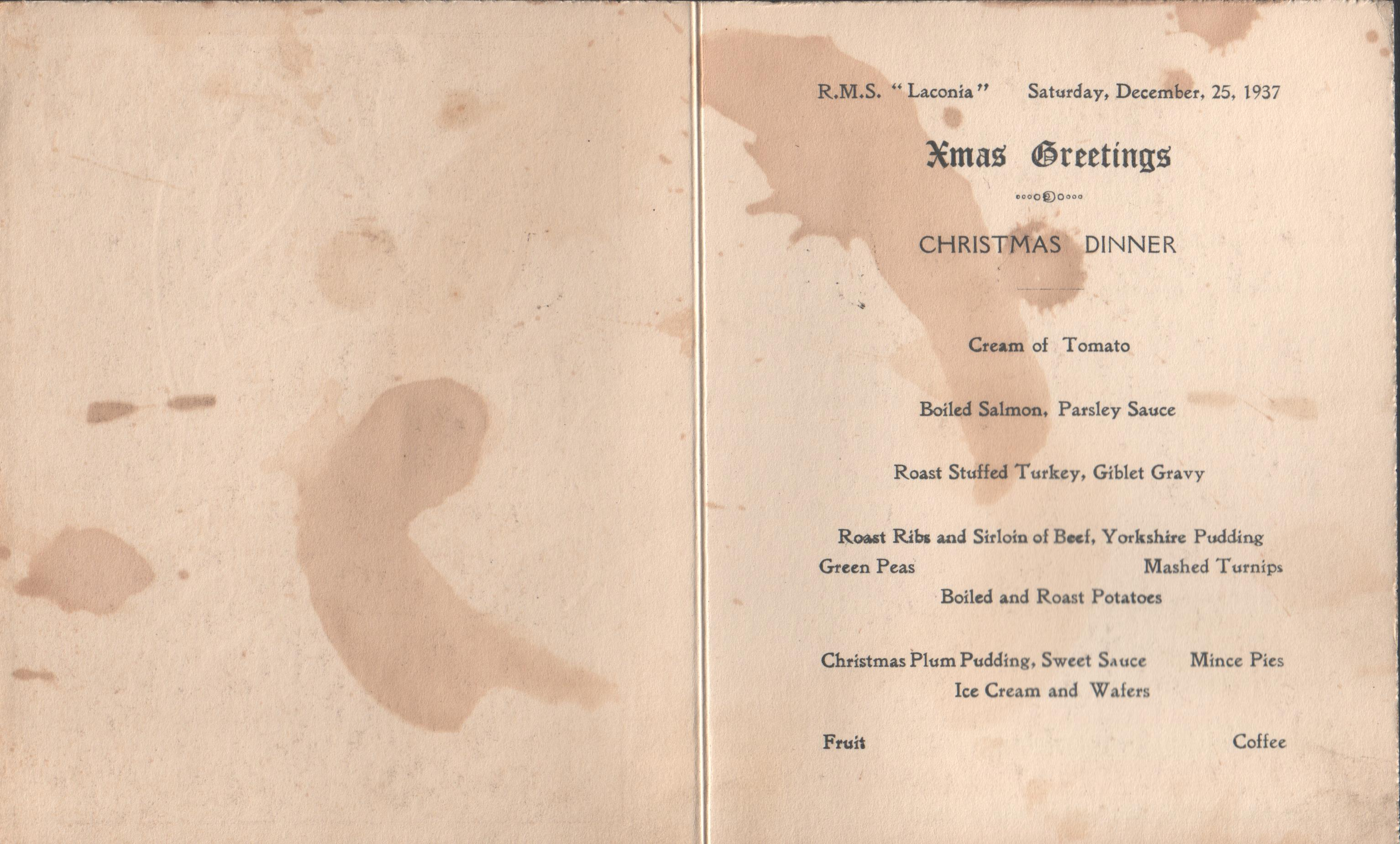
Laconia Menu

## Gevorderd
Op 4 september 1939 werd de Laconia gevorderd door de Britse admiraliteit om te worden verbouwd tot hulpkruiser. In januari 1940 werden acht 6" kanonnen geplaatst en twee 3" kanonnen. Na proefvaarten bij Wight werd goud geladen voor Portland, Maine en Halifax, Nova Scotia. De maanden daarna escorteerde de Laconia konvooien naar Bermuda en naar het midden van de Atlantische Oceaan waar deze dan over werden gedragen aan andere konvooien.
Op 9 juni 1940 liep de Laconia aan de grond in het Bassin van Bedford bij Halifax, waarbij aanzienlijke averij werd opgelopen. Het duurde tot eind juli voordat de reparaties volledig waren afgerond. In oktober werd de passagiersaccommodatie verwijderd en een aantal ruimtes werden gevuld met olievaten voor extra reservedrijfvermogen.
In de periode juni-augustus 1941 keerde de Laconia terug naar Saint John, New Brunswick voor herstel, waarna de reis naar Liverpool ging om voortaan als troepentransportschip te dienen. Op 12 september 1941 arriveerde de Laconia bij Bidston Dock, Birkenhead en werd overgenomen door Cammell Laird and Company om aangepast te worden voor troepentransport. Begin 1942 was het schip gereed en vervoerde vervolgens een half jaar lang troepen naar het Midden-Oosten. Op één zo'n reis werden krijgsgevangenen getransporteerd, voornamelijk Italianen. De reis ging eerst naar Kaapstad en daarvandaan naar Freetown met een zigzagkoers.

## De ramp
De maatregelen bleken niet voldoende, want op 12 september 1942, om 20:10, 130 mijl noordnoordoost van Ascension werd de Laconia geraakt door een torpedo aan de stuurboordzijde, afgevuurd door de U-156. Er was een explosie in het ruim en de meesten van de 450 Italiaanse gevangenen waren op slag gedood. Het schip maakte meteen een slagzij over stuurboord. Kapitein Sharp, die ook het gezag voer over de Lancastria toen die werd getorpedeerd, begon de situatie net onder controle te krijgen toen een tweede torpedo ruim 2 raakte.
Kapitein Sharp gaf de order om het schip te verlaten, waarbij vrouwen, kinderen en gewonden als eersten in de sloepen moesten gaan. Een aantal van de 32 reddingssloepen was vernietigd door de explosies. De Poolse wachten hielpen om de chaotische situatie onder controle te krijgen, waardoor veel levens werden gered.
Om 21:11 zonk de Laconia terwijl veel Italianen nog steeds aan boord waren. Voordat de Laconia echter zonk, kwam de U-156 naar boven. De daaropvolgende reddingspogingen en de aanval door een Amerikaanse bommenwerper daarna, werden bekend als het Laconia-incident.